# VV Eemdijk
Voetbalvereniging Eemdijk is opgericht op 21 juni 1979. De club speelt op sportpark De Vinken op industrieterrein De Kronkels in de gemeente Bunschoten. De accommodatie bestaat uit één voetbalveld en twee kunstgrasvelden, een clubgebouw met onder meer een kantine en een sponsorhome, 9 kleedkamers, een fysioruimte en een tribune.
Voetbalvereniging Eemdijk is na SV Spakenburg en VV IJsselmeervogels de derde voetbalclub uit de gemeente Bunschoten. De clubkleuren zijn groen en wit. Het tenue bestaat uit een geheel groen shirt, een witte broek en groene kousen.
Het eerste elftal van Eemdijk komt uit in de Derde divisie (seizoen 2024/25), nadat het in het seizoen 2018/19 gedegradeerd was na een jaar Derde divisie (2018/19) gespeeld te hebben. Zij promoveerden door het kampioenschap in de Zaterdag Hoofdklasse (seizoen 2017/18), welke weer werd behaald na de promotie vanuit de Eerste Klasse zaterdag (seizoen 2014/15) in het KNVB-district West I.
In 2022 gaf VV Eemdijk een 0-2-voorsprong weg in het laatste kwart van de wedstrijd tegen VVOG, waardoor de finale voor promotie naar de Derde divisie werd gemist. Een seizoen later volgde die promotie alsnog.

## Historie
De voetbalvereniging Eemdijk werd op 21 juni 1979 opgericht op initiatief van de heren W. van de Geest, E.L. Hoolwerf en A. Veldhuizen, allen afkomstig uit Eemdijk. Men kreeg geen toestemming van de gemeente om de vereniging in Eemdijk te vestigen en is daarom gehuisvest in Bunschoten.
De oprichting is eigenlijk ontstaan doordat er tijdens het zomeravondvoetbal, wat jaarlijks werd georganiseerd door een aantal mensen uit Bunschoten - Spakenburg, zeker 2 teams gevormd werden door inwoners uit Eemdijk en die ook enkele keren de hoofdprijs in de wacht sleepten. Vanaf de oprichting, startend met één elftal, is de vereniging doorgegroeid naar 9 seniorenteams en 13 jeugdteams.
Het eerste elftal begon zijn victorie in de kelder van de KNVB competitie. Na meerdere malen kampioen te zijn geweest in de toenmalige onderafdelingen speelde Eemdijk sinds seizoen 1988-1989 in de Vierde klasse. In het seizoen 1992-1993 werd Eemdijk kampioen in de Vierde klasse D en promoveerde naar de Derde klasse, destijds het op drie na hoogste amateurniveau. Voor een kleine vereniging was dit een tamelijk bijzondere prestatie.
Na het seizoen 1994-1995 zijn de resultaten wisselvallig geweest en speelde Eemdijk in seizoen 2001-2002 zelfs in de vierde klasse.
In het seizoen 2004-2005 wist Eemdijk kampioen te worden in de Vierde klasse.
De jaren erna is de opmars begonnen. In het seizoen 2006-2007 promoveerde Eemdijk via de nacompetitie naar de Tweede klasse. Het verblijf in de tweede klasse was van korte duur, door rechtstreekse promotie in het seizoen 2009-2010 naar de Eerste klasse. De tweede plaats was toen namelijk goed voor promotie door de versterkte promotieregeling in verband met de invoering van de Topklasse. In het seizoen 2012-2013 wist Eemdijk de derde periode te winnen. De club eindigde uiteindelijk op de 5e plaats, maar wist niet te promoveren via de nacompetitie. In het seizoen 2014-2015 is Eemdijk 2e geworden in de competitie en won de derde periodetitel. Via de nacompetitie promoveerde VV Eemdijk naar de Hoofdklasse. Na 3 jaar in de Hoofdklasse gespeeld te hebben zijn ze in het seizoen 2017-2018 kampioen geworden waarna de promotie naar de Derde divisie behaald is. Na een slecht begin in de Derde divisie lukte het de club toch om rechtstreekse degradatie te voorkomen en zelfs om zich bijna te handhaven. Uiteindelijk degradeerde ze alsnog via de nacompetitie en komt het in het seizoen 2019/20 uit in de Hoofdklasse B. In het KNVB Beker toernooi van 2018/2019 behaalde Eemdijk het het hoofdtoernooi, maar daarin werd het uitgeschakeld door ASWH.
In het seizoen 2023/24 speelde het net gepromoveerde Eemdijk in de Derde divisie. Vanwege de degradatie van V.V. IJsselmeervogels uit de Tweede divisis, kwamen beide clubs voor het eerst in competitieverband tegen elkaar uit. Dit betekende voor het eerst een derby in Bunschoten buiten de traditionele Derby van Spakenburg om. In het eerste duel, gespeeld op 11 november 2023, speelde IJsselmeervogels thuis op Sportpark De Westmaat. De wedstrijd eindigde verrassend op 2-2, aangezien IJsselmeervogels favoriet was om de titel te winnen. In de tweede wedstrijd, gespeeld op 6 april 2024, werd de stunt compleet doordat Eemdijk in eigen huis met 2-0 wist te winnen van de Vogels.
In 2024 behaalde de club voor het eerst in de clubgeschiedenis de tweede ronde van de KNVB Beker, ze wisten met 2–1 te winnen van OJC Rosmalen.

## Competitieresultaten 1989–heden
| 9 4D |

| 5 4D |

| 9 4D |

| 4 4D |

| 1 4D |

| 8 3B |

| 4 3B |

| 12 3B |

| 6 3D |

| 6 3D |

| 9 3D |

| 5 3C |

| 12 3D |

| 2 4G |

| 2 4G |

| 5 4G |

| 1 4G |

| 5 3D |

| 2 3D |

| 10 2B |

| 5 2B |

| 2 2B |

| 8 1A |

| 8 1A |

| 5 1A |

| 7 1A |

| 2 1A |

| 5 A |

| 9 B |

| 1 B |

| 15 |

| 3 B |

| 6 B |

| 3 B |

| 1 B |

| 11 A |

| 10 A |

| Derde divisie | Vierde Divisie | Eerste klasse | Tweede klasse | Derde klasse | Vierde klasse |

In elke staaf van de grafiek staat van boven naar beneden vermeld: 
- Eindnotering

Dit is de positie die de club heeft bereikt in de competitie, zonder eventuele beslissings-, play-off- of nacompetitiewedstrijden die nodig zijn geweest om bijvoorbeeld de kampioen van de competitie te bepalen.
Indien een * achter het getal staat is de notering een tussenstand en kan het zijn dat de notering niet overeenkomt met de uiteindelijke eindstand van de competitie.
Staat er een - dan is het seizoen nog bezig en is er geen definitieve uitslag bekend.
Staat er xx op de positie van de notering, dan heeft de club vroegtijdig de competitie verlaten. Dit kan onder andere komen door terugtrekking van het team, faillissement van de club of door een uitgedeelde straf van de KNVB. In veel gevallen staat elders in het artikel de reden vermeld.
Staat er een ? dan is het resultaat uit het verleden onbekend, en is alleen de competitie of het niveau bekend van dat seizoen.
In de seizoenen 2019/20 en 2020/21 werd wegens de coronacrisis het amateurvoetbal afgebroken. Daardoor kennen deze staven geen eindklassering (middels -- weergegeven).
- Competitieniveau en afdelingsletter of Officiële eindstand Eredivisie
  - Competitieniveau en afdelingsletter

Hierbij geeft het getal het niveau weer, dat ook terug te vinden is in de legenda. De letter is de afdelingsaanduiding en wordt gebruikt wanneer er meer afdelingen zijn op hetzelfde niveau. De afdelingsletter is altijd een hoofdletter en wordt meestal zonder nummer gebruikt.
Voorbeeld: 2F is niveau 2e klasse competitie F.
Het competitieniveau en nummer wordt niet vermeld wanneer er slechts één competitie van dit niveau was.
  - Officiële eindstand Eredivisie (getal staat tussen haakjes vermeld)

Sinds de introductie van play-offwedstrijden voor Europees voetbal na afloop van de reguliere competitie in 2005/06, is de KNVB verplicht een eindstand van de Eredivisie door te geven aan de UEFA aan de hand van deze play-offwedstrijden.
Bij deze eindstand staan clubs die zich hebben gekwalificeerd voor Europees voetbal hoger dan clubs die zich niet wisten te kwalificeren. Indien er geen verschil was tussen de eindnotering en de officiële eindstand, staat dit getal niet vermeld.

- Onderafdeling

Hier staat afgekort de naam van de onderafdeling indien de club in dat jaar in een onderafdeling uitkwam. Tevens staat deze afkorting in de legenda en wordt gelinkt naar het artikel over deze onderafdeling. Deze afkorting wordt alleen vermeld wanneer de club in het verleden in verschillende onderafdelingen heeft gespeeld. Deze vermelding is in de staaf altijd in kleine letters. Deze onderafdelingen zijn na het seizoen 1995/96 afgeschaft. Heeft de club in slechts één onderafdeling gespeeld, dan is dit alleen terug te vinden in de legenda.
Onder de staaf staat het jaartal vermeld waarin het seizoen is afgesloten. 15 verwijst naar het seizoen 2014/15 of eventueel het seizoen 1914/15.
Wanneer een staaf leeg is, zijn deze gegevens niet bekend. Het kan ook zijn dat de club dat seizoen niet heeft meegespeeld op het hogere amateurniveau, vroegtijdig de competitie heeft verlaten of uit de competitie is gezet.

In het seizoen 1944/45 was er wegens de Tweede Wereldoorlog geen regulier competitievoetbal.

## Bekende (oud-)spelers
- Quincy Allée
- Manny Duku
- Jasper Bolland

## Bekende (oud-)trainers
- Hans van Arum
- Ulrich Landvreugd